# Quatre Dollars de vengeance
Pour plus de détails, voir Fiche technique et Distribution.
Quatre dollars de vengeance (titre original : Cuatro dólares de venganza) est un film italo-espagnol de Jaime Jesús Balcázar et Alfonso Balcázar sorti en 1966.

## Synopsis
Alors qu'il doit épouser la riche héritière Mercedes dans quelques jours, le lieutenant nordiste Roy Dexter reçoit la mission de convoyer jusqu'à Washington un lot de sacs remplis de dollars en or. Mais le lieutenant Haller, lui aussi amoureux de Mercedes, monte un guet-apens visant à faire accuser Dexter du vol des sacs. Jugé pour trahison, ce dernier est condamné aux travaux forcés. Il parvient à s'évader et décide de prendre une implacable vengeance sur Haller...

## Fiche technique
- Titre français : Quatre dollars de vengeance[1]
- Titre original espagnol : Cuatro dólares de venganza[2]
- Titre original italien : Quattro dollari di vendetta[3],[4]
- Réalisation : Jaime Jesús Balcázar[2], Alfonso Balcázar[4],[1]
- Scénario : Bruno Corbucci, Aldo et Giovanni Grimaldi
- Directeur de la photographie : Victor Montreal et Tino Santoni (it) (sous le nom de « Clemente Santoni »)
- Montage : Juan Luis Oliver
- Musique : Benedetto Ghiglia et Angelo Francesco Lavagnino[2]
- Son : Vittorio de Sisti, Giulio Tagliacozzo[4]
- Costumes : Rafael Borgué[4]
- Décors : Riccardo Domenici (it) (sous le nom de « Alberto Dominici ») et Juan Alberto Soler
- Production : Alfonso Balcázar
- Scoiétés de production : Società Ambrosiana Cinematografica (S.A.C.), Producciones Cinematográficas Balcázar (P.C. Balcázar)[4]
- Pays de production :  Italie,  Espagne
- Langues de tournage : espagnol, italien
- Format : Couleurs par Eastmancolor - 1,85:1 - Son mono - 35 mm
- Genre : Western spaghetti
- Durée : 88 minutes[3]
- Date de sortie :
  - Italie : 5 mars 1966
  - Espagne : 21 juin 1967
  - France : 2 avril 1969[1]

## Distribution
- Robert Wood (VF : Jacques Thébault) : Lt. Roy Dexter
- Dana Ghia (sous le nom de « Ghia Arlen ») (VF : Anne Caprile) : Mercedes
- Angelo Infanti (sous le nom de « Angelo Infante ») : Lt. Barry Haller
- Antonio Casas (VF : Jean Martinelli) : Col. Jackson
- José Manuel Martín (es) (VF : Jean Violette) : Manuel de Losa
- Gérard Tichy (VF : Jean Michaud) : Clifford
- Tomás Torres (VF : Pierre Garin) : Pedro
- Giulio Maculani (VF : Paul Bonifas) : le shérif Sullivan
- Antonio Molino Rojo (VF : Jean-Pierre Duclos) : Dave Griffith
- Osvaldo Genazzani (it) (sous le nom de « Oswaldo Genazzani ») (VF : Pierre Collet) : le secrétaire de Hamilton
- Gardenia Polito (VF : Sylvie Deniau) : Señora Spencer
- Carlos Ronda (VF : Fernand Fabre) : Señor Spencer
- Sergio Doré (VF : Jacques Hilling) : le général présidant le tribunal militaire
- Miguel de la Riva (VF : Philippe Ogouz) : l'assistant assurant la défense

## Commentaire
Le film reprend le concept du Comte de Monte Cristo. Le héros se retrouve trahi par un rival, se retrouve condamné injustement, s'évade puis prend sa revanche.